# Mahndorf (Bremen)

Bezirk Ost, Stadtteil Hemelingen (rot) – unten rechts Ortsteil Mahndorf

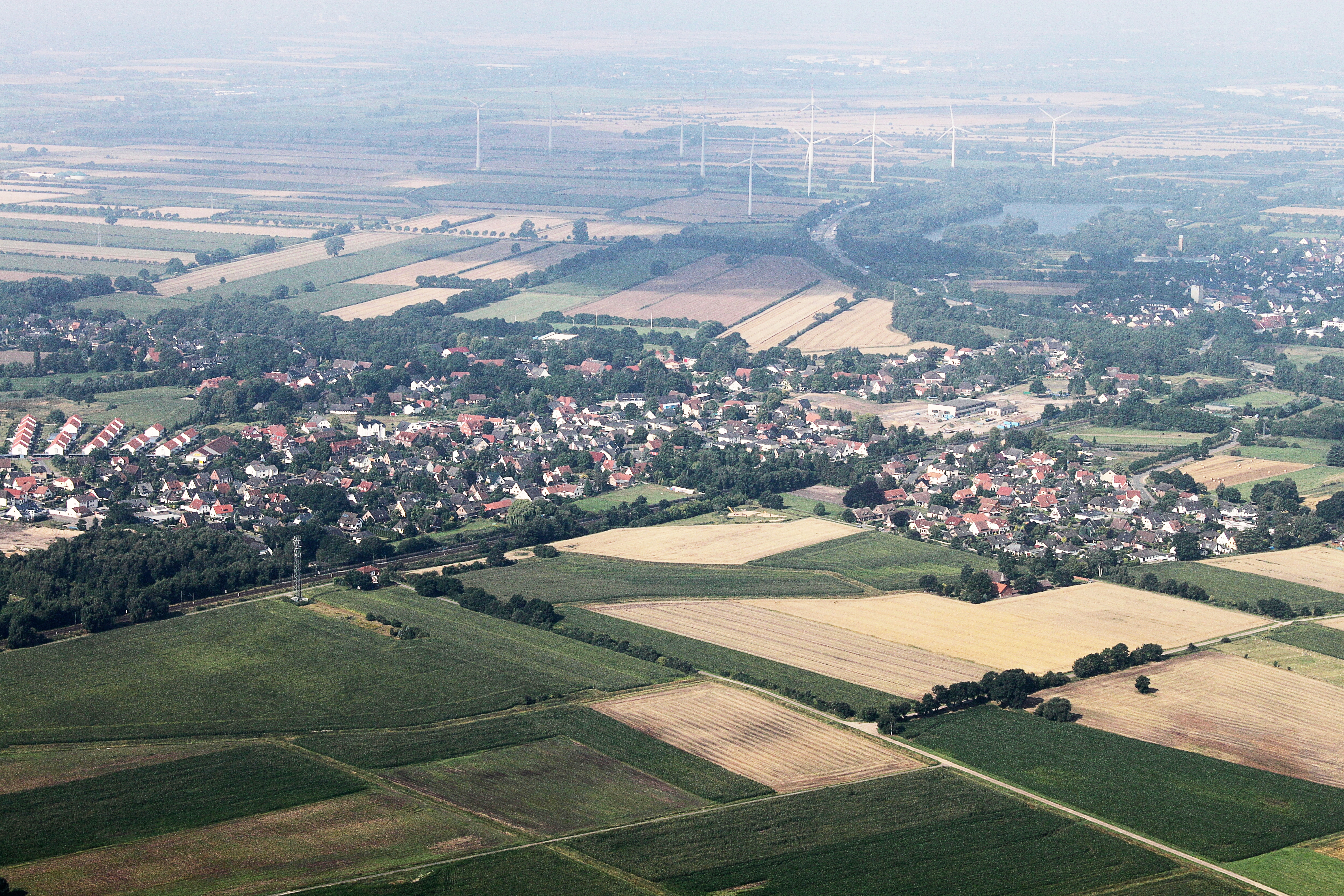
Mahndorf: Blick nach Osten

Mahndorf ist ein Ortsteil von Bremen und bildet zusammen mit Arbergen, Hastedt, Hemelingen und Sebaldsbrück den Stadtteil Hemelingen.

## Geografie
Mahndorf liegt rechts der Weser im Südosten von Bremen und Hemelingen direkt an der Autobahn A 1 mit der Ausfahrt Uphusen/Bremen-Mahndorf.
Der Ortsteil hat eine Fläche von 640 Hektar sowie 5724 Einwohner. Im Osten schließt die Gemeinde Achim und der Landkreis Verden an.
Mahndorf liegt auf der Mahndorfer Düne, teilweise deutlich höher bis zu 20,80 m über NN.

Der städtebauliche Zusammenhang zu den Hemelinger Ortsteilen wird gebildet durch die Verkehrsachse Mahndorfer Heerstraße.

## Geschichte

### Das Dorf
Mahndorf (Plattdeutsch Mahndörp) wurde 1330 oder 1339 als Mandorpe das erste Mal erwähnt und hieß 1441 Manenthorpe und 1482 Manendorf.
Zahlreiche frühgeschichtliche Funde und Grabungsfunde von 1983 und 1997 belegen eine frühe Besiedlung im 4. Jahrhundert nach Chr. auf den bis zu 20 Meter hohen Dünen und dem Geestgebiet. Je nach Wasserstand veränderte sich die Siedlungsfläche erheblich; die Siedlung mit der Mahndorfer Marsch lag zeitweise direkt an der Weser (siehe Hauptartikel Mahndorfer Gräberfeld). Ein frühgeschichtlicher Friedhof, belegt vom 3. bis 9. Jahrhundert, wurde durch Grabungen von 1936 bis 1939 und 1962 bis 1963 erkundet; auch Pferdegräber wurden hier entdeckt. Auch die gefundenen Reste von Grubenhäusern in Mahndorf weisen auf eine Besiedlung durch die germanischen Chauken bzw. Sachsen – von 200 v. Chr. bis 900 n. Chr. hin.
Bis zur Reformation gab es in Mahndorf die Kapelle St. Nicolai. Die Güter der Kapelle in Mahndorf fielen um 1550 an die dortigen Einwohner. Der Ort kam nach dem Dreißigjährigen Krieg zum schwedisch regierten Herzogtum Bremen und 1719 zum Kurfürstentum Hannover. Nach dem Deutschen Krieg wurde 1866 das Königreich Hannover mit Mahndorf eine preußische Provinz. 1821 hatte das Dorf Mahndorf 267 Einwohner.
Durch die Flut von 1830 war auch die Mahndorfer Marsch betroffen; einige Deiche brachen. 1873 erfolgte die Eröffnung der Bahnstrecke Bremen–Osnabrück mit einem Bahnhof in Hemelingen.
Mahndorf gehörte bis 1885 zum Amt Achim in der Landdrostei Stade, von 1885 bis 1932 zum Kreis Achim und bis 1939 zum Landkreis Verden. Die Kirchengemeinde gehörte bis in die 1960er Jahre zum früheren alten Kirchspiel Arbergen.
In der Zeit des Nationalsozialismus gab es von 1940 bis 1945 im Ort vier Barackenlager für Zwangsarbeiter.
An der Hermann-Osterloh-Straße entstand in den 1970/80er Jahren eine Mehrfamilienhaus-Wohnanlage, die sich in Arbergen fortsetzt.
Schule: In Mahndorf wurde 1791 die erste Schule eingerichtet und Mitte des 19. Jahrhunderts am heutigen Haarsweg ein Schulhaus erbaut. 1907 wurde das neue Schulhaus mit drei Klassen an der Mahndorfer Heerstraße eingeweiht und 1955 erweitert. Sie ist heute eine Grundschule.

### Vom Dorf zum Ortsteil

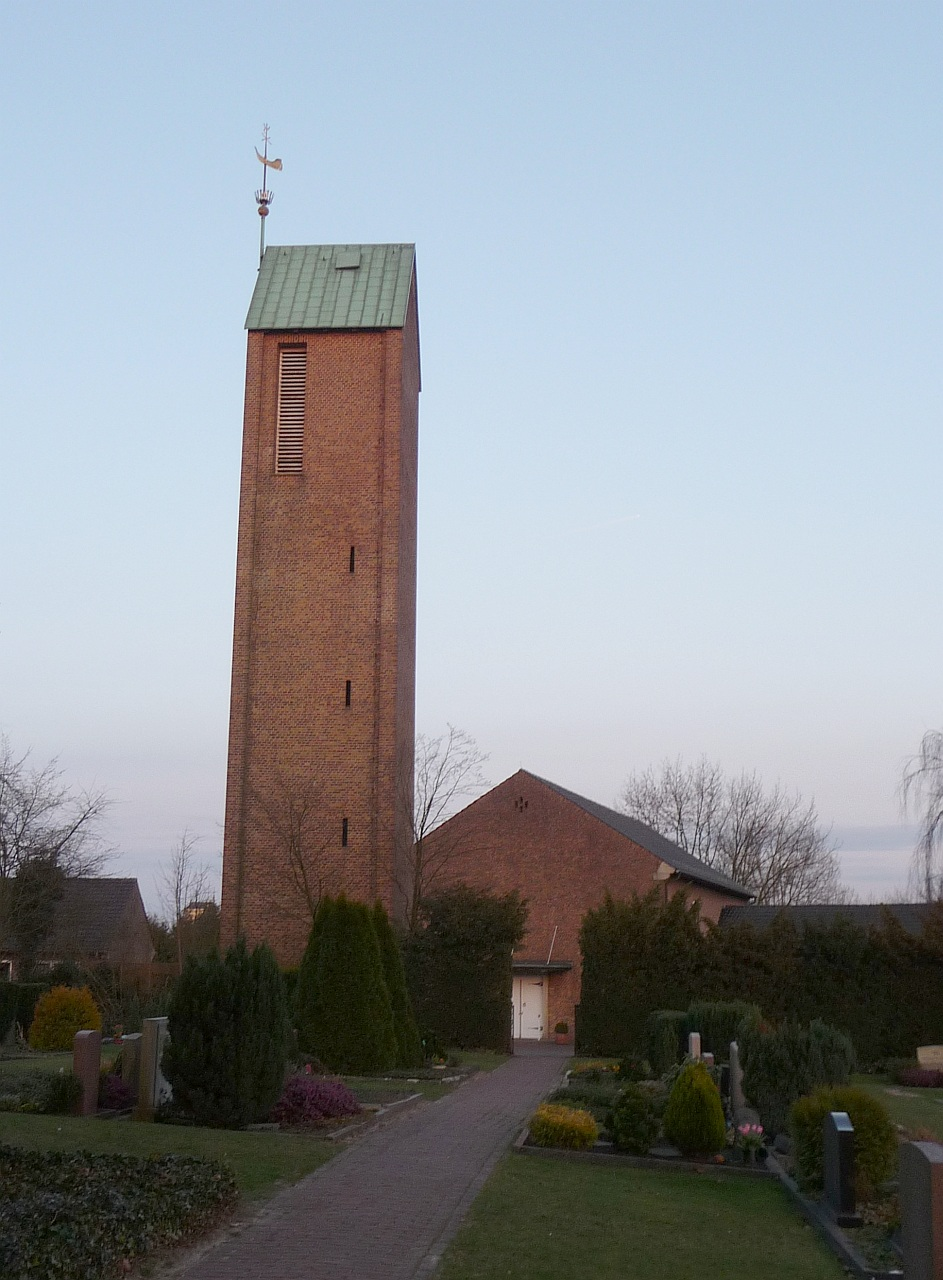
St. Nikolai

Seit 1939 gehört Mahndorf neben Arbergen und Hemelingen durch einen Gebietstausch zur Stadt Bremen. 1946 wurde das Ortsamt Hemelingen mit der Zuständigkeit auch für Mahndorf eingerichtet; 1951 mit der Neuordnung der stadtbremischen Verwaltungsbereiche wurde Hemelingen ein Stadtteil und Mahndorf Ortsteil von Hemelingen. Das Industrie- und Gewerbegebiet Mahndorf wurde in den 1960er Jahren erschlossen. Die Kirche St. Nikolai am Mahndorfer Deich entstand 1965. Bremen kaufte ab 1991 Flächen der Mahndorfer Marsch für eine Gewerbenutzung. Die Einwohnerentwicklung von 1955 bis 1995 lässt den starken Wohnungsbau, vor allem durch Einfamilienhäuser, erkennen.

### Einwohnerentwicklung
1821 hatte Mahndorf 267 Einwohner. Die Einwohnerzahl nahm durch die Nähe zu Hemelingen und Bremen im 20. Jahrhundert deutlich zu. Die Entwicklung in Zahlen:
- 1858:  584 Einwohner
- 1885:  755 Einwohner
- 1905: 1077 Einwohner
- 1955: 2216 Einwohner
- 1975: 4007 Einwohner
- 1995: 5562 Einwohner
- 2007: 5828 Einwohner
- 2017: 5729 Einwohner

## Politik, Verwaltung
Mahndorf wird als Ortsteil vom Ortsamt Hemelingen verwaltet. Im Beirat Hemelingen sind auch die Mahndorf Mitglieder vertreten. Der Ortsamtsleiter wird vom Beirat gewählt und im Anschluss vom Senat berufen. Seit 1. März 2016 ist Jörn Hermening (parteilos) Ortsamtsleiter.

## Infrastruktur

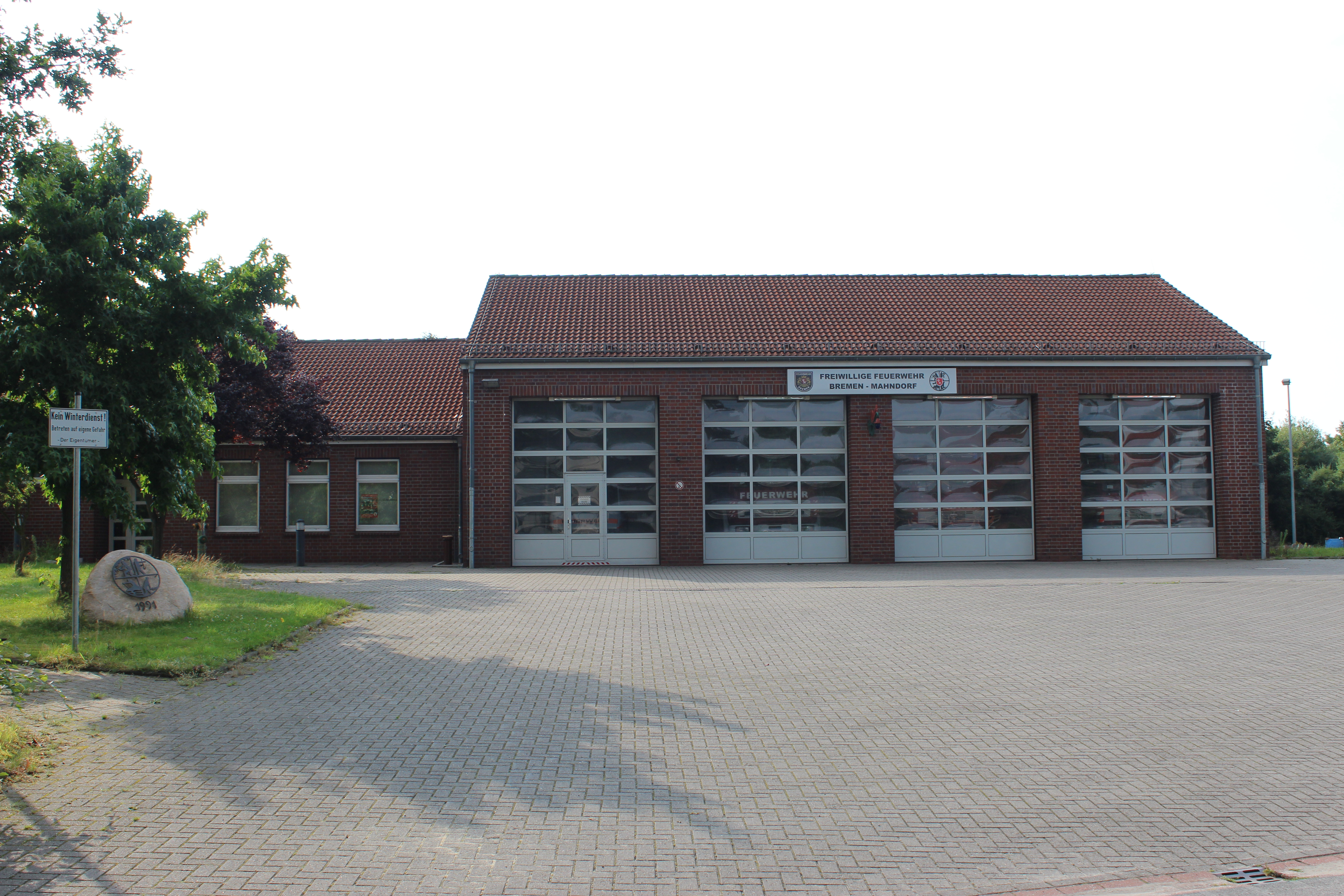
Freiwillige Feuerwehr Mahndorf

### Allgemein
→ Siehe auch Hemelingen, Öffentliche Einrichtungen
- Polizei-Außenstelle Arbergen/Mahndorf, Arberger Heerstraße 90
- Freiwillige Feuerwehr Bremen-Mahndorf von 1930, Mahndorfer Bahnhof 4
- Bürgerhaus Mahndorf von 1979, Mahndorfer Bahnhof 10 mit Altenclub und Kita
- Verkehrsübungsplatz Bremen
- Friedhof Mahndorf von 1030, Mahndorfer Deich 28

### Bildung, Soziales, Sport
- Grundschule Mahndorf mit ca. 185 Schülern (2018), Mahndorfer Heerstraße 55
- Altenclub Mahndorf im Bürgerhaus Mahndorf
- Shantychor Bremen-Mahndorf
- Fußballclub FC Mahndorf von 1947, Mahndorfer Bahnhof 10 mit Sportanlage Mahndorfer Deich
- Turnverein Mahndorf, Hexenstieg
- Sportgemeinschaft Bremen-Ost, Geschäftsstelle Arbergen
- Galoppsport: 2000 m lange Trainingsanlage Mahndorf zwischen Mahndorfer und Arberger Heerstraße

### Grünanlagen, Gewässer

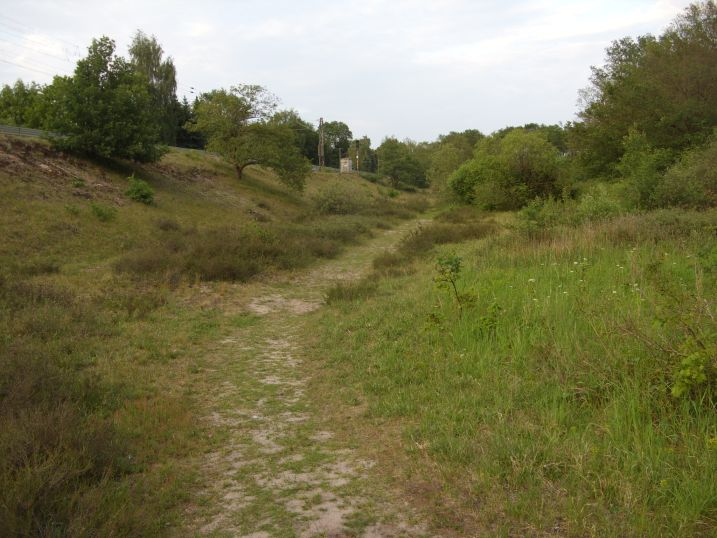
Mahndorfer Düne

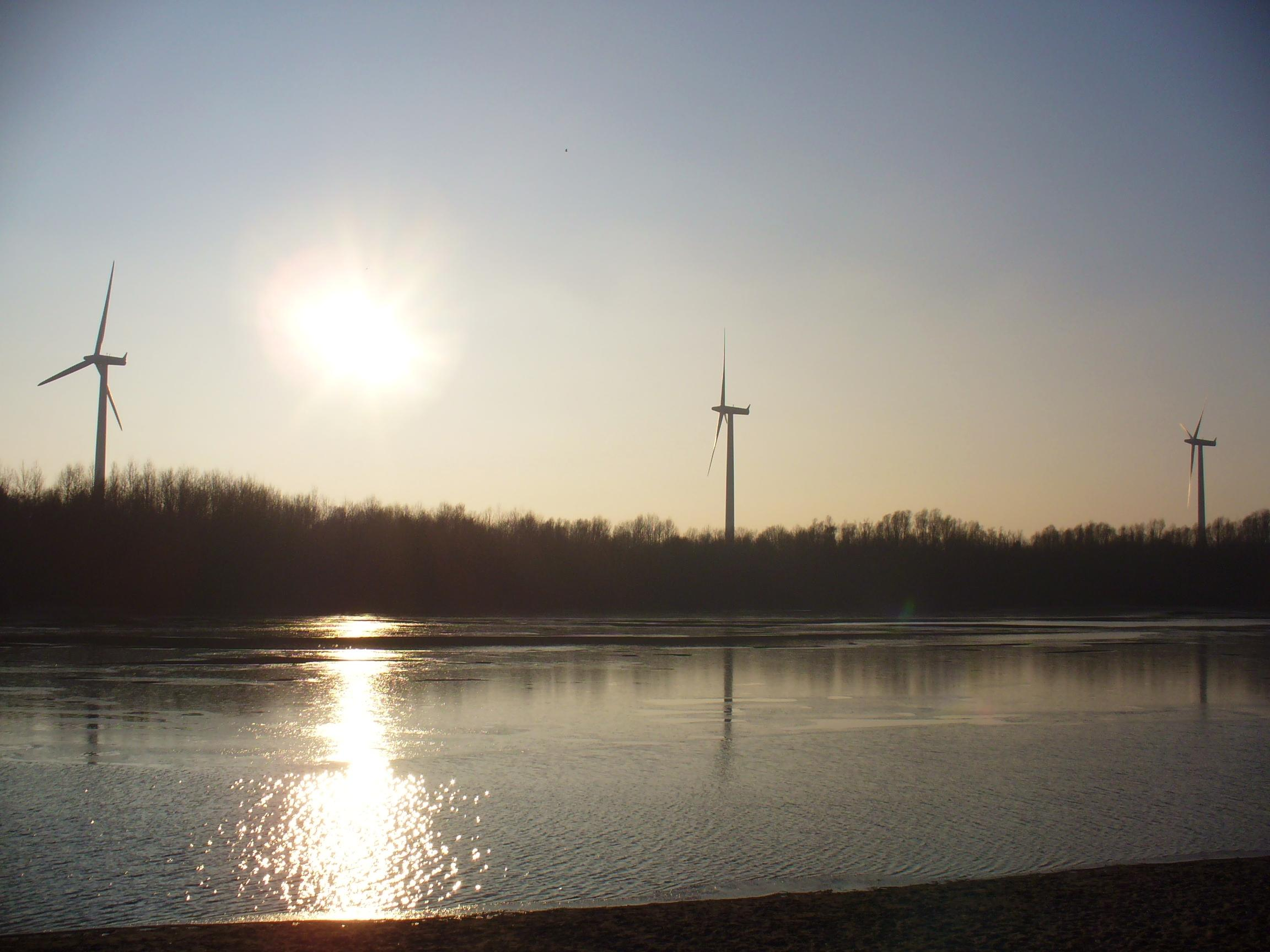
Mahndorfer See

- Der Mahndorfer See als Bagger- und Badesee von 1962 mit einer Fläche von 22,4 Hektar und einer maximalen Tiefe von 15 Metern, befindet sich an der südöstlichen Landesgrenze. Dort ist auch ein Campingplatz.
- Die Mahndorfer Marsch und angrenzende Weser.
- Das Mahndorfer Gräberfeld, eine archäologische Ausgrabung der Völkerwanderungszeit bis zum frühen Mittelalter, liegt 150 Meter südlich der Mahndorfer Heerstraße.
- Grünlandfläche zwischen Krietes Wald und dem Bahndamm von 2013 als Lehrpfad.
- Ententeich an der Hermann-Osterloh-Straße

### Kirche
Die evangelische Kirche St. Nikolai, Mahndorfer Deich 48, entstand 1965 nach Plänen von Fritz Brandt.

### Bauwerke, Anlagen, Denkmale
→ Siehe dazu die Liste der Kulturdenkmäler in Hemelingen.
- Friedhof Mahndorf von 1930 mit Kapelle und Ehrenmal; 3,5 ha groß
- Windkraftanlagen in der Mahndorfer Marsch von 2011 mit 149 m und von 2002 mit 118 m hohen Bauwerken

## Wirtschaft und Verkehr

### Wirtschaft
Mahndorf war zunächst dörflich geprägt. In dem Ortsteil fand mit seinem Wachstum eine Durchmischung der Bereiche Wohnen, Landwirtschaft, Gewerbe, Dienstleistungen, Einkaufen sowie Kultur und Erholung statt.
Bremen kaufte ab 1991 Flächen in der Hemelinger, Arberger und „Mahndorfer Marsch“ auf, um dort weitere Industrie anzusiedeln. An der Autobahn A 1 wurde um 2005 der Gewerbepark Hansalinie und das Gewerbegebiet Bremer Kreuz realisiert: Die Ansiedlungen sind an die Autobahnabfahrten angeschlossen.
Größere Betriebe:
- Vitakraft-Werke mit 1300 Mitarbeitern produzieren in Mahndorf und im Gewerbegebiet Bremer Kreuz
- Hansa-Flex AG, Bereich Mobile Service; das Gesamtunternehmen hatte 3861 Mitarbeiter (2017)
- Trafik Bremen Transportgeräte Handelsgesellschaft
- Bunge (Fahrzeugwerk), 2003 aufgelöst
- Centigon, u. a. Fahrzeugbau seit 2010

### Verkehr

#### Öffentlicher Personennahverkehr

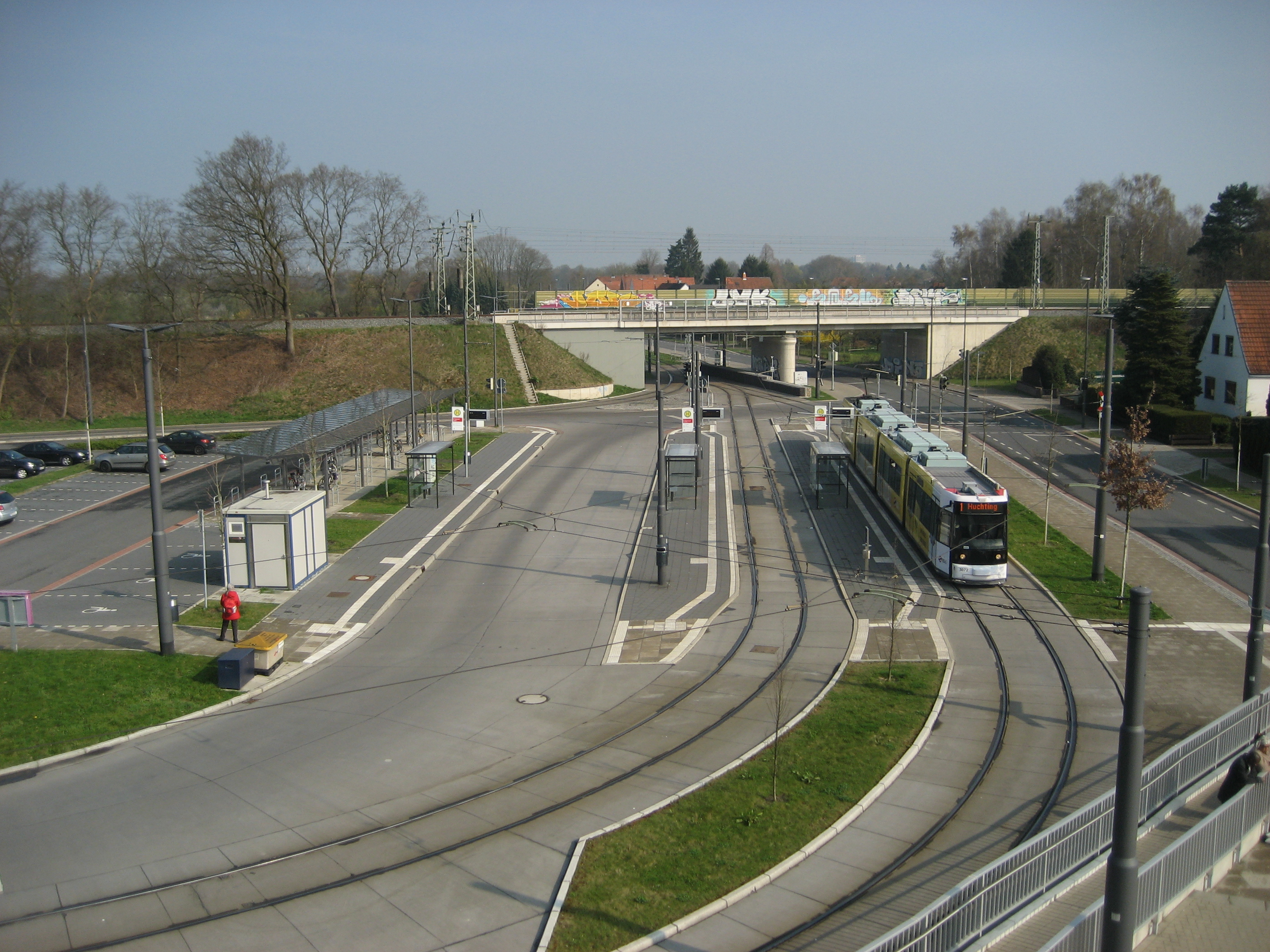
Endhaltestelle Mahndorf

Die Linie 1 wurde im März 2012 von Osterholz über Tenever und das Einkaufszentrum Weserpark bis Nußhorn sowie im April 2013 weiter zum Bahnhof Mahndorf verlängert.
Folgende BSAG-Linien der Straßenbahn Bremen erreichen Mahndorf:
- Straßenbahnlinie 1: Bf Mahndorf – Osterholz – Hauptbahnhof – Am Brill – Grolland – Huchting
- Straßenbahnnachtlinie N1: Bf Mahndorf – Osterholz – Zentrum – Grolland – Huchting
- Buslinie 37: Bahnhof Bremen-Mahndorf – Am Großen Kuhkamp – Schweizer Eck – Osterholzer Heerstraße – Sebaldsbrück
- Buslinie 39: Bahnhof Bremen-Mahndorf – Weserpark-Süd/Thalenhorststr.
- Buslinien 40/41/41S: Weserwehr – Arbergen – Bahnhof Bremen-Mahndorf
- Buslinie 44: Sebaldsbrück – Arbergen – Bahnhof Bremen-Mahndorf
- Buslinie N3: Bahnhof Bremen-Mahndorf – Am Großen Kuhkamp – Schweizer Eck – Osterholzer Heerstraße – Oberneuland – Horn – Schwachhausen – Hauptbahnhof – Domsheide – Neustadt – Woltmershausen – Rablinghausen
- Buslinie N5: Bahnhof Bremen-Mahndorf – Arbergen – Sebaldsbrück – Vahr – Östliche Vorstadt – Hauptbahnhof – Domsheide

#### Bahn
Der Bahnhof Bremen-Mahndorf befindet sich an der Bahnstrecke Wunstorf–Bremen. Mahndorf wird seit 2011 von der Regio-S-Bahn (RS 1 Farge–Verden) und auch von den DB-Regionalzügen angefahren. Seit dem Fahrplanwechsel 2016 hält auch die Linie RB37 Uelzen–Bremen in Bremen-Mahndorf.
| Linie | Verlauf | Takt                                    | Betreiber    |
| ----- | --- | --------------------------------------- | ------------ |
| RS 1  | Bremen-Farge – Bremen Turnerstraße – Bremen Kreinsloger – Bremen Mühlenstraße – Bremen-Blumenthal – Bremen Klinikum Nord/Beckedorf – Bremen-Aumund – Bremen-Vegesack – Bremen-Schönebeck – Bremen-St. Magnus – Bremen-Lesum – Bremen-Burg – Bremen-Oslebshausen – Bremen-Walle – Bremen Hbf – Bremen-Sebaldsbrück – Bremen-Mahndorf – Achim – Baden (Kr Verden) – Etelsen – Langwedel – Verden (Aller) Stand: Fahrplanwechsel Dezember 2023 | 30 min (wochentags) 60 min (Wochenende) | NordWestBahn |

#### Straßen
Die Mahndorfer Heerstraße führt in west/östlicher Richtung von Bremen-Zentrum und Arbergen nach Uphusen und Achim und ist die wichtigste Durchgangsstraße.
In nördlicher Richtung verbinden die Straßen Mahndorfer Bahnhof / Mahndorfer Landstraße / Ehlersdamm sowie die Thalenhorststraße den Ort mit dem Stadtteil Osterholz und dem Shoppingcenter Weserpark.
Die Bundesautobahn 1 tangiert östlich den Ort und erschließ ihn durch die Abfahrt 54 / Uphusen/Bremen-Mahndorf.

#### Rad- und Wanderwege
- Vom Mahndorfer Deich und der Bollener Landstraße vorbei am Mahndorfer See nach Uphusen und zur Weser
- Von der Mahndorfer Landstraße über den Ehlersdamm nach Osterholz

### Straßennamen und Bedeutung
- Nach dem Ort: Mahndorfer Bahnhof, Mahndorfer Deich, Mahndorfer Heerstraße, Mahndorfer Landstraße
- Nach Orten in der Nähe bzw. im Taunus: Ahauser Straße, Bollener Landstraße, Bollener Kirchweg, Embsener Straße, Eppenhainer Straße, Falkensteiner Straße, Giersdorfer Straße (Gemeindeteil von Posthausen), Grasdorfer Straße, Hemslinger Weg, Hellweger Straße, Hintzendorfer Straße, Holtumer Straße, Hutberger Straße (westl. von Verden), Idsteiner Straße Jeddinger Straße, Kluvenhagener Straße (bei Verden), Königsteiner Straße, Kordinger Straße, Kronberger Straße, Oberurseler Straße, Ristedter Straße, Schanzendorfer Straße, Schneidhainer Straße, Syker Straße, Wachendorfer Straße, Wittorfer Straße; siehe jeweils beim Link
- Als Flurbezeichnung: Am Hogenkamp (für hohes Feld), An der Lieth (für am Abhang), Bruchweide, Fratenkamp (niederdt. Vraten = Nebel, Dunst), Heerenholz, Holzweide, Kiefernkamp, Stoppelweide
- Mit unklarer Bedeutung: Am Wendeplatz, Auf den Conroden, Haarsweg

Weitere Straßen von A bis Z:
- Am Jägerberg nach einer örtlichen Düne
- Am Sielgraben nach einem Graben der zum Siel führte
- Damaschkestraße nach dem Pädagogen und Bodenreformer Adolf Damaschke (1865–1935)
- Dechtestraße nach dem niederdeutschen Begriff für Zehnt als Abgabe an den Staat; folglich Zehntstraße
- Ehlersdamm (Osterholz) nach einem Gutsbesitzer
- Hermann-Osterloh-Straße nach dem Ortsamtsleiter, Politiker (SPD) und Mitglied der Bremischen Bürgerschaft (1886–1961)
- Karl-Bücher-Straße nach dem Nationalökonom (1847–1930)
- Reiterstraße nach den früher ab hier stattfindenden Schleppjagden
- Immenhof nach früheren Imkerein
- Malthusstraße nach dem britischen Nationalökonom Thomas Robert Malthus (1766–1834)
- Oppenheimerstraße nach dem Chemiker und Industriellen Franz Oppenheim (1852–1929)
- Söldnerweg nach einer Stelle, an der 1766 Soldaten aus dem Siebenjährigen Krieg (1756–1763) für ihre Dienste vom Kurfürstentum Hannover Land erhielten; u. a. gehörte der Arberger Johann Harm Wicke dazu, dessen Familie noch ansässig ist
- Thalenhorststraße nach Bausenator Carl Thalenhorst (1875–1964) (DDP)
- Theodor-Barth-Straße nach dem Juristen, Politiker (Reichstag) und  Syndikus der Bremer Handelskammer (1849–1909)
- Von-Thünen-Straße nach dem Wirtschaftswissenschaftler Johann Heinrich von Thünen (1783–1850)
- Zum Falsch seit 1325 belegt als super valsche als Flurbezeichnung
- Zum Panrepel nach einem früheren Einzelgehöft
- Zum Roesch nach dem niederdeutschen Wort für Röhricht bzw. Schilf

## Persönlichkeiten
- Reynwerd Dene († nach 1410), Bremer Ratsherr mit einem Gut in Mahndorf, das er den Armen vererbt hat.
- Detlev Ellmers (1938–2022), Prähistoriker und Kunsthistoriker, der in Mahndorf aufwuchs
- Wilhelm Hinners (* 1949),  Politiker (CDU) und Abgeordneter der Bremischen Bürgerschaft
- Wilfried Lankenau (* 1949), als Handballspieler spielte er bis 1971 in Mahndorf und betreute später die SG Arbergen-Mahndorf